# Frühstück bei Tiffany (Roman)
Frühstück bei Tiffany (Originaltitel Breakfast at Tiffany’s) ist ein 1958 veröffentlichter Kurzroman von Truman Capote. Das Buch handelt vom Leben eines exzentrischen Partygirls, der neunzehnjährigen Holly Golightly. Es ist aus der Perspektive ihres Nachbarn und Freundes erzählt, der sie wegen ihrer ansteckenden Lebendigkeit liebt und bewundert, schließlich die Wahrheit über ihre sorgfältig versteckte Herkunft zutage fördert und als Einziger wirklich zu ihr steht.

## Handlung
Holly Golightly (go lightly bedeutet etwa „nimm’s leicht“) ist vollkommen mittellos, schlägt sich aber tapfer mit unverschämtem Charme und überraschendem Einfallsreichtum durchs New Yorker Leben an der Upper East Side, lässt ihre Verehrer am ausgestreckten Arm verhungern, dreht ihnen trotzdem die Taschen um und ist für jeden Unsinn zu haben. Immer wenn sie das „rote Elend“ (oder: „rote Grausen“) überkommt, geht sie auf einen Sprung zum Juweliergeschäft Tiffany an der Fifth Avenue, dem einzigen Ort auf der Welt, an dem sie sich wohlfühlt.
Holly hatte eine instabile Kindheit und war bereits mit vierzehn Jahren verheiratet. Nun plant sie, New York zu verlassen und in Brasilien einen reichen Mann zu heiraten. Als sie einen Brief bekommt, in dem steht, dass ihr Bruder Fred beim Militär ums Leben gekommen ist, zerstört sie ihre Wohnung.
Sie steht unter Verdacht, für den Mafia-Boss Sally Tomato gearbeitet zu haben (den sie gegen Bezahlung jeden Donnerstag im New Yorker Gefängnis Sing Sing besucht hat), und wird deshalb für kurze Zeit verhaftet. Ihre geplante Heirat in Brasilien wird abgesagt, da ihr Verlobter ein wichtiges politisches Amt besetzt und keine Frau will, die derart öffentliches Interesse auf sich zieht. Holly will trotzdem nach Südamerika, um dort ein neues Leben zu beginnen.

## Vorbild
Als Vorbild für die Titelfigur der Holly Golightly gilt allgemein die Kolumnistin und Schriftstellerin Doris Lilly (1926–1991), eine enge Freundin von Truman Capote. Sie war in New York ein bekanntes „Partygirl“ und schrieb das Buch How to Meet a Millionaire (1951).

## Publikationsgeschichte
Die erste deutsche Übersetzung stammt von Hansi Bochow-Blüthgen und erschien erstmals 1959 zusammen mit drei Erzählungen Capotes im Limes Verlag. Zum Bestseller entwickelte sich die Taschenbuch-Ausgabe des Rowohlt Verlages, von der 1962 bis 1994 mehrere Auflagen (mit insgesamt 317.000 Exemplaren) erschienen. Im Jahr 2006 kam im Verlag Kein & Aber eine Neuübersetzung von Heidi Zerning heraus.
- Frühstück bei Tiffany. Ein Kurzroman. Limes, Wiesbaden 1959; Reprint 1996, ISBN 3-8090-2412-0.
- Frühstück bei Tiffany. Ein Kurzroman und drei Erzählungen. Rowohlt, Reinbek 1962, ISBN 3-499-10459-8.
- Breakfast at Tiffany’s. Reclam (UB 9241), Stuttgart 1989, ISBN 3-15-009241-8 (engl. Originaltext mit Vokabelhilfen).
- Frühstück bei Tiffany. Roman. Kein & Aber, Zürich 2006, ISBN 3-0369-5159-8.
- Frühstück bei Tiffany. Roman. Süddeutsche Zeitung, München 2007, ISBN 978-3866155015.
  - Sonderausgabe mit Modeskizzen von Hubert de Givenchy: Kein & Aber, Zürich 2008, ISBN 978-3-0369-5528-5.
  - Taschenbuch: Goldmann, München 2009, ISBN 978-3-442-46904-8.

## Adaptionen
- 1961 wurde die Geschichte von Blake Edwards unter gleichem Titel mit Audrey Hepburn, George Peppard sowie Mickey Rooney in den Hauptrollen verfilmt, siehe Frühstück bei Tiffany. Im Unterschied zu Capotes Roman endet die Filmversion allerdings mit einem Happy End.
- In den späten 1960er Jahren gab es ein Broadway-Musical Breakfast at Tiffany’s mit Mary Tyler Moore als Holly, das allerdings keinen Erfolg hatte. Nachdem die Produktion nach nur vier Voraufführungen abgebrochen worden war, gilt sie heute als einer der legendärsten Flops der Theater-Geschichte.[2]
- 2009 wurde ein auf dem Roman basierendes Theaterstück in London aufgeführt. Regie führte Sean Mathias, die Hauptrolle spielte Anna Friel. Das Stück erhielt gemischte bis negative Kritiken.[2]
- 2013 wurde am Broadway eine neue Theaterversion mit Emilia Clarke in der Hauptrolle aufgeführt. Geschrieben wurde die Adaption von Richard Greenberg, Regie führte Sean Mathias.[3]